# 德赫套山
德赫套山（羅馬化：Dykhtau）是俄羅斯的山峰，位於卡巴爾達-巴爾卡爾共和國，屬於高加索山脈的一部分，距離與格魯吉亞接壤邊境約5公里，海拔高度5,205米，是該山脈和歐洲第二高峰。